# Halecium macrocephalum
Halecium macrocephalum är en nässeldjursart som beskrevs av George James Allman 1877. Halecium macrocephalum ingår i släktet Halecium och familjen Haleciidae. Inga underarter finns listade i Catalogue of Life.